# Evania mukerjii
Evania mukerjii är en stekelart som beskrevs av Mani 1943. Evania mukerjii ingår i släktet Evania och familjen hungersteklar. Inga underarter finns listade i Catalogue of Life.